# Cueva des Coloms

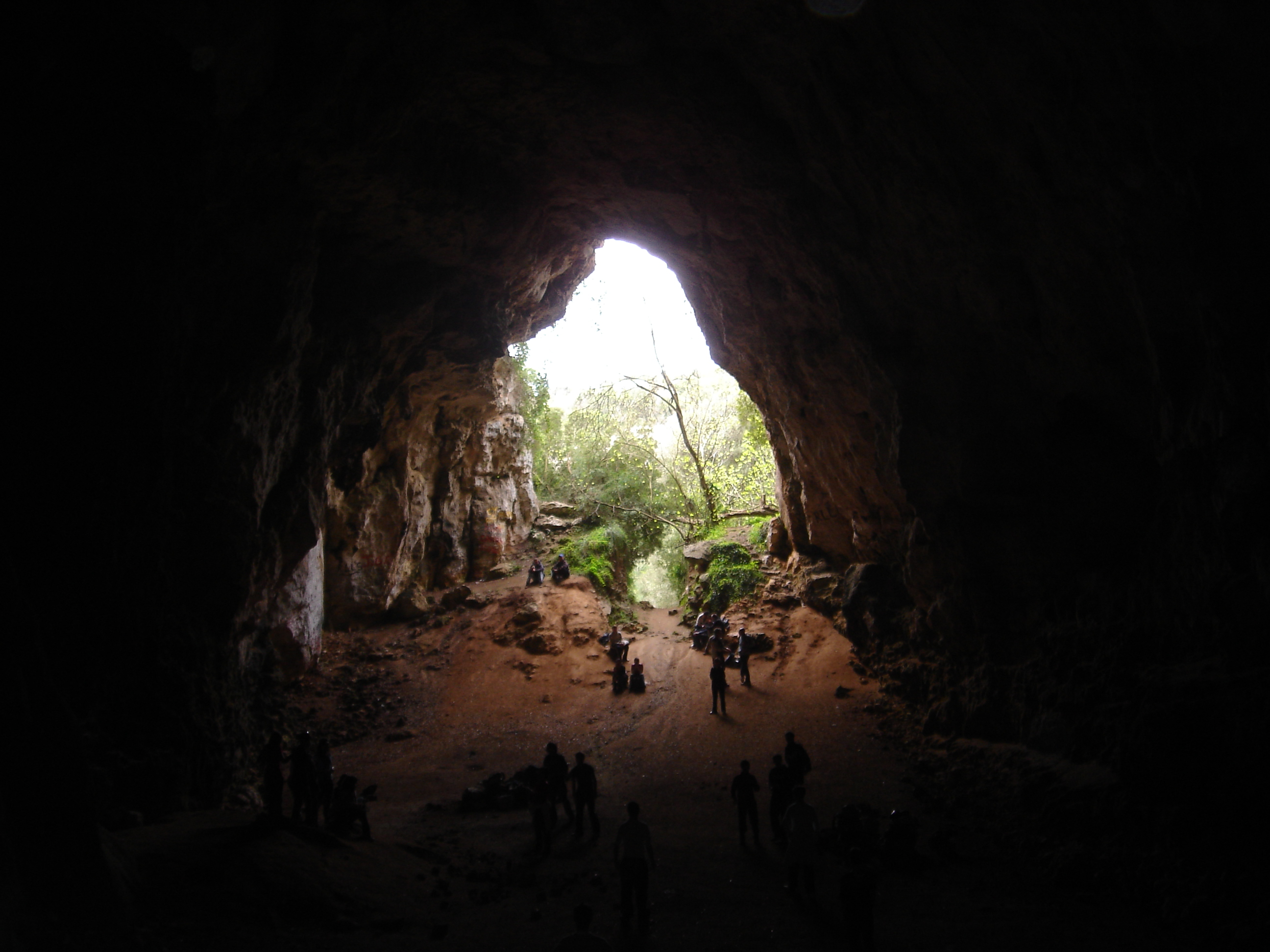
Cueva des Coloms

La Cueva des Coloms es una cueva natural que se encuentra en la isla española de Menorca, en el barranco de Binigaus y es un Bien de Interés Cultural. Su techo se encuentra a unos 24 metros de altura, su longitud es de 110 metros y su anchura es de 15 metros. Se puede llegar a pie partiendo del pueblo de San Cristóbal siguiendo el camino que lleva a la playa de Binigaus. visca menorca

## Localización
La cueva está situada en el barranco de Binigaus, aproximadamente a 1.6 km al sudoeste de San Cristóbal y su acceso es libre. El aparcamiento más cercano se encuentra en el cementerio local. El camino está señalizado en una carretera de gravilla privada. En el cruce del camino que conduce a la entrada de la cueva, el ayuntamiento ha colocado un cartel de información en catalán, castellano e inglés.

## Descripción

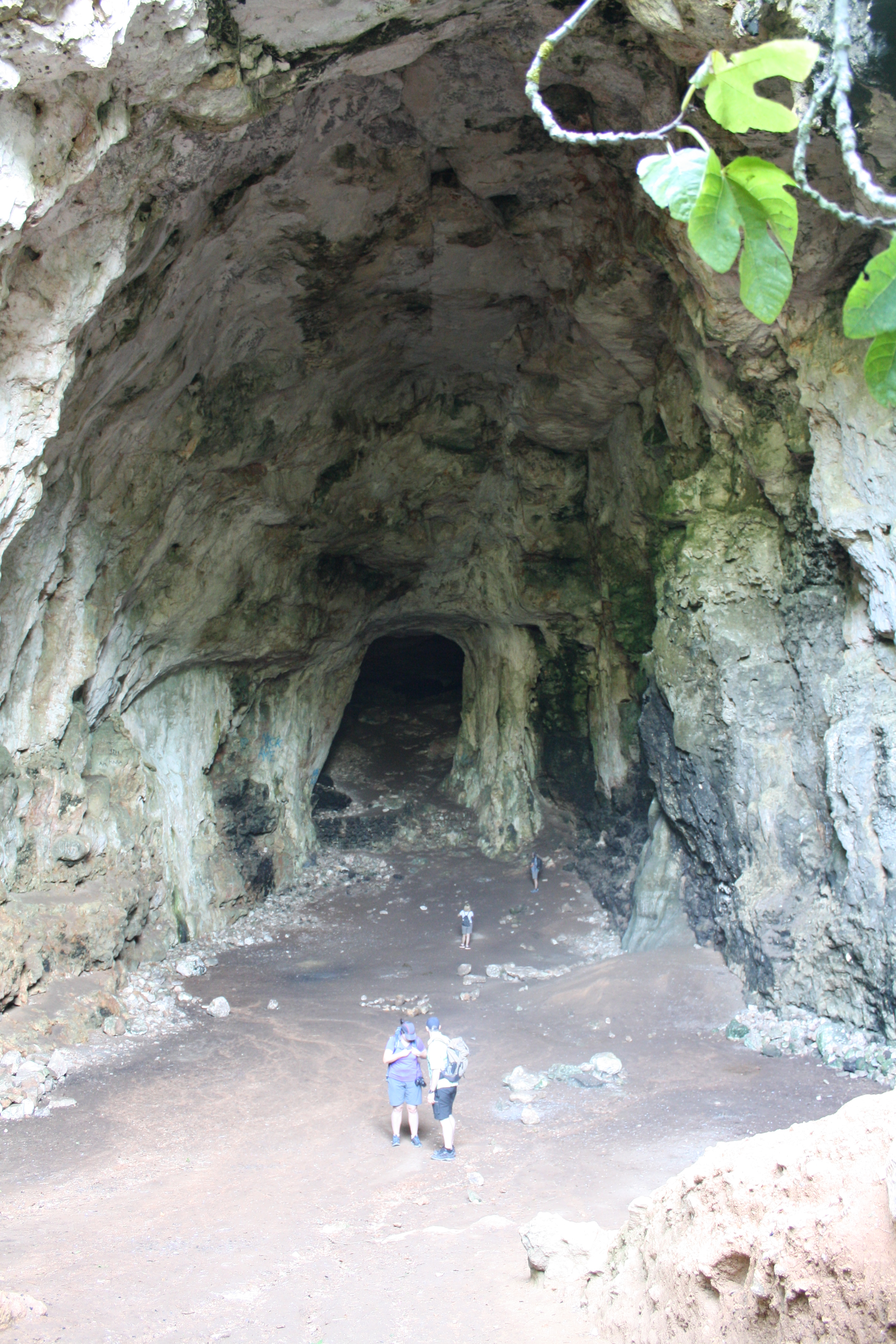
Cueva des Coloms, vista desde fuera.

La cueva tiene 110 metros de largo, 15 metros de ancho yu 24 metros de altura. Por sus dimensiones, es también conocida como "la Catedral". Se divide en dos zonas: una sala central de 50 metros seguida de un largo y estrecho pasillo. 
La cueva ha estado protegida desde 1966 como Bien de Interés Cultural, con número de registro del Ministerio de Cultura español RI-51-0003660.

## Yacimiento arqueológico
La Cueva des Coloms era un lugar de enterramiento del periodo posttalayòtico (550-123 aC) y podría haber tenido también algún tipo de significado religioso o ritual. Los sedimentos arqueológicos se encuentran mayoritariamente en la sala principal de la cueva y es donde se han realizado algunas pequeñas investigaciones y la zona que ha sufrido también más calas clandestinas en forma de expolio. Desgraciadamente, pues, tenemos muchísimos pocos datos sobre este yacimiento arqueológico ya que no se han desarrollado excavaciones arqueológicas intensivas ni se han realizado investigaciones arqueológicas que nos puedan aportar nuevos datos. Aun así a mano derecha e izquierda de la entrada se observan grandes túmulos de tierra que posiblemente sean los restos de estas "excavaciones" clandestinas. Este sedimento podría ser el resultado del vaciado del interior de la cueva, pista que nos daría a entender que todos los enterramientos han sido destruidos. No podríamos descartar tampoco que todo el sedimento que se observa fuera de la entrada de la cueva y en el acantilado sea resultado del vaciado del interior. A ambos lados de la entrada se intuyen algunos muros posiblemente prehistóricos y que debían cerrar la cueva desde el exterior.
Aun así, la Cueva des Coloms ha despertado el interés no sólo de los menorquines, sino también de expertos historiadores y arqueólogos hace ya varias décadas. De hecho, el Archiduque Luis Salvador de Austria ya nos habla de la Cueva des Coloms y apunta su posible uso durante la prehistoria menorquina. Por otra parte el prehistoriador francés Émile Cartailhac publicó en 1892 que encontró cerámica y huesos humanos tras realizar unas pequeñas prospecciones. Una de las únicas excavaciones que se han realizado fue hecha por Antoni Vives i Escudero y el propietario de los terrenos Bartomeu Sturla entre los años 1914 y 1915 momento en que encontraron vasijas de cerámica prehistórica y dos cuernos de bronce, una de los cuales forma parte de la colección Vives Escudero y la otra de la colección Cardona Mercadal, ambas depositadas en el Museo de Menorca. Del primer cuerno citado se extrajeron muestras de madera carbonizada que fue analizada por el método de Carbono 14, dando la datación del año 406 a. C.

## Menorca Talayótica Patrimonio de la Humanidad
Menorca Talayótica es un bien inscrito en la Lista del Patrimonio Mundial de la UNESCO en 2023. Se trata de un conjunto de yacimientos arqueológicos que testimonian una cultura prehistórica insular excepcional, caracterizada por una arquitectura ciclópea única. La isla conserva monumentos exclusivos como las navetas funerarias, las casas circulares, los santuarios de taula y los talayots, que se mantienen en plena armonía con el paisaje menorquín y su relación con el firmamento.
Menorca cuenta con uno de los paisajes arqueológicos más ricos del mundo, modelado por generaciones que han preservado el legado talayótico. Tiene la mayor densidad de yacimientos prehistóricos por superficie en una isla y es un símbolo de su identidad insular.
Esta zona se divide en nueve áreas que cubren yacimientos y paisajes asociados, con una cronología que va desde la aparición de las construcciones ciclópeas alrededor del 1600 a. C. hasta la romanización en el 123 a. C. El valor excepcional de sus monumentos y paisajes llevó a su inscripción en la Lista del Patrimonio Mundial de la UNESCO en 2023.